# ポポフ (小惑星)
ポポフ (3074 Popov) は小惑星帯に位置する小惑星である。ロシア（当時はソ連）のクリミア天体物理天文台でリュドミーラ・ジュラヴリョーワが発見した。
ロシアのエンジニアで、無線通信の発明者であるアレクサンドル・ポポフから命名された。